# Пекка Ніємі (важкоатлет)
Пекка Ніємі (фін. Pekka Niemi, 14 листопада 1952) — фінський важкоатлет.
Бронзовий призер Олімпійських Ігор 1984 року в першій важкій вазі, учасник 1980 року.